# Червенков, Ангел
Ангел Димитров Червенков (болг. Ангел Червенков; род. 10 июня 1964, Болярово, Ямболская область, Болгария) — болгарский футболист и футбольный тренер.

## Биография

### Клубная карьера
В высшем болгарском дивизионе (ПФГ «А») провёл 298 матчей, в которых забил 40 голов. Двукратный чемпион и обладатель Кубка Болгарии. В Кубке УЕФА провёл 6 матчей и забил один гол. За национальную сборную сыграл 5 матчей.

### Карьера тренера
Работал в клубах ЦСКА (София), «Черно море», «Минёр» (Бобов-Дол), «Каунас», «Харт оф Мидлотиан», «Шилуте», «Литекс», «Севастополь», «Татран».
13 августа 2015 года был назначен генеральным менеджером киевского «Арсенала», с которым 15 декабря того же года прекратил сотрудничество по обоюдному согласию сторон.

## Достижения
- Чемпион Болгарии (2): 1986/87, 1990/91
- Вице-чемпион Болгарии: 1984/85
- Бронзовый призёр чемпионата Болгарии: 1989/90
- Обладатель Кубка Болгарии (2): 1984/85, 1986/87